# Plavání na otevřené vodě na mistrovství Evropy v plaveckých sportech 2020
Závody v plavání na otevřené vodě na mistrovství Evropy v plaveckých sportech za rok 2020 proběhly v nádrži Lupa v Budakalászi, Maďarsko v posunutém termínu ve dnech 10. až 23. května 2021. Důvodem posunutí původního termínu 11. až 24. května 2020 byla pandemie covidu-19.

## Česká stopa
Česko reprezentovalo 6 závodníků. Vedoucí výpravy Jakub Tesárek, šéftrenér Jan Srb, trenér Jiří Vlček.
V závodě na 5 km žen startovalo 20 závodnic – Alena Benešová (*1998) z KPSP Kometa Brno obsadila 11. místo, Lenka Štěrbová (*1994) z SCPA Pardubice 16. místo a Julie Pleskotová (*2002) z TJ Bohemians Praha 18. místo. V plaveckém maratonu na 10 km žen startovalo 25 závodnic – Alena Benešová (*1998) z KPSP Kometa Brno obsadila 11. místo, Julie Pleskotová (*2002) z TJ Bohemians Praha 19. místo a Lenka Štěrbová (*1994) z SCPA Pardubice 21. místo. V závodě na 25 km žen startovalo 15 závodnic – Lenka Štěrbová (*1994) z SCPA Pardubice závod vzdala.
V závodě na 5 km mužů startovalo 25 závodníků – Vít Ingeduld (*1994) z KPSP Kometa Brno obsadil 20. místo, Martin Straka (*2000) z TJ Bohemians Praha 22. místo a Matěj Kozubek (*1996) z TJ Bohemians Praha závod vzdal. V plaveckém maratonu na 10 km startovalo 33 závodníků – Matěj Kozubek (*1996) z TJ Bohemians Praha obsadil 13. místo, Martin Straka (*2000) z TJ Bohemians Praha 26. místo a Vít Ingeduld (*1994) z KPSP Kometa Brno 29. místo. V závodě na 25 km mužů startovalo 15 závodníků – Martin Straka (*2000) z TJ Bohemians Praha obsadil 11. místo a Matěj Kozubek (*1996) z TJ Bohemians Praha 12. místo.
Štafeta na 4×1250 m ve složení Martin Straka, Alena Benešová, Vít Ingeduld, Julie Pleskotová obsadila z 6 štafet 6. místo.

## Výsledky

### Individuální disciplíny
| Muži                      | Zlato                          | Zlato     | Stříbro                        | Stříbro   | Bronz                     | Bronz     |
| ------------------------- | ------------------------------ | --------- | ------------------------------ | --------- | ------------------------- | --------- |
| 5 km                      | Gregorio Paltrinieri (ITA)     | 55:43,3   | Marc-Antoine Olivier (FRA)     | 55:45,1   | Dario Verani (ITA)        | 55:46,6   |
| plavecký maraton na 10 km | Gregorio Paltrinieri (ITA)     | 1:51:30,6 | Marc-Antoine Olivier (FRA)     | 1:51:41,7 | Florian Wellbrock (GER)   | 1:51:42,0 |
| 25 km                     | Axel Reymond (FRA)             | 4:35:59,8 | Matteo Furlan (ITA)            | 4:36:05,1 | Kirill Abrosimov (RUS)    | 4:36:06,2 |
| Ženy                      | Zlato                          | Zlato     | Stříbro                        | Stříbro   | Bronz                     | Bronz     |
| 5 km                      | Sharon van Rouwendaalová (NED) | 58:45,2   | Giulia Gabbrielleschiová (ITA) | 58:49,3   | Océane Cassignolová (FRA) | 58:51,4   |
| plavecký maraton na 10 km | Sharon van Rouwendaalová (NED) | 1:59:12,7 | Anna Olaszová (HUN)            | 1:59:13,0 | Rachele Bruniová (ITA)    | 1:59:15,1 |
| 25 km                     | Lea Boyová (GER)               | 4:53:57,0 | Lara Grangeonová (FRA)         | 4:54:58,4 | Barbara Pozzobonová (ITA) | 4:54:58,7 |

### Štafety
| Mix             | Zlato                                                                                              | Zlato   | Stříbro                                                                    | Stříbro | Bronz                                                                             | Bronz   |
| --------------- | -------------------------------------------------------------------------------------------------- | ------- | -------------------------------------------------------------------------- | ------- | --------------------------------------------------------------------------------- | ------- |
| 4×1250 m (5 km) | Itálie (ITA) (Rachele Bruniová, Giulia Gabbrielleschiová, Gregorio Paltrinieri, Domenico Acerenza) | 54:09,0 | Německo (GER) (Lea Boyová, Leonie Becková, Rob Muffels, Florian Wellbrock) | 54:18,0 | Maďarsko (HUN) (Réka Rohácsová, Anna Olaszová, Dávid Betlehem, Kristóf Rasovszky) | 54:18,5 |

## Medailová bilance
V plavání na otevřené vodě se rozdělilo celkem 7 sad medailí.
| Pořadí | Stát             |       | Muži    | Muži  | Muži  |         | Ženy  | Ženy  | Ženy    |       | Mix   | Mix     | Mix   |  | Muži + Ženy + Mix | Muži + Ženy + Mix | Muži + Ženy + Mix | Celkem |
| Pořadí | Stát             | Zlato | Stříbro | Bronz | Zlato | Stříbro | Bronz | Zlato | Stříbro | Bronz | Zlato | Stříbro | Bronz |  |                   |                   |                   | Celkem |
| ------ | ---------------- | ----- | ------- | ----- | ----- | ------- | ----- | ----- | ------- | ----- | ----- | ------- | ----- |  | ----------------- | ----------------- | ----------------- | ------ |
| 1.     | Itálie (ITA)     |       | 2       | 1     | 1     |         | 0     | 1     | 2       |       | 1     | 0       | 0     |  | 3                 | 2                 | 3                 | 8      |
| 2.     | Nizozemsko (NED) |       | 0       | 0     | 0     |         | 2     | 0     | 0       |       | 0     | 0       | 0     |  | 2                 | 0                 | 0                 | 2      |
| 3.     | Francie (FRA)    |       | 1       | 2     | 0     |         | 0     | 1     | 1       |       | 0     | 0       | 0     |  | 1                 | 3                 | 1                 | 5      |
| 4.     | Německo (GER)    |       | 0       | 0     | 1     |         | 1     | 0     | 0       |       | 0     | 1       | 0     |  | 1                 | 1                 | 1                 | 3      |
| 5.     | Maďarsko (HUN)   |       | 0       | 0     | 0     |         | 0     | 1     | 0       |       | 0     | 0       | 1     |  | 0                 | 1                 | 1                 | 2      |
| 6.     | Rusko (RUS)      |       | 0       | 0     | 1     |         | 0     | 0     | 0       |       | 0     | 0       | 0     |  | 0                 | 0                 | 1                 | 1      |
| Celkem | Celkem           |       | 3       | 3     | 3     |         | 3     | 3     | 3       |       | 1     | 1       | 1     |  | 7                 | 7                 | 7                 | 21     |